# Женска фудбалска репрезентација Португалије
Женска фудбалска репрезентација Португалије (порт. Portugal women's national football team) је национални фудбалски тим који представља Португалију на међународним такмичењима и под контролом је Фудбалског савеза Португалије (порт. Federação Portuguesa de Futebol; FPF), владајућег тела за фудбал у Португалији.

## Историја
Португалијска женска фудбалска репрезентација је историјски једна од најслабијих у западној Европи од свог формирања. Последњих година, међутим, тим је направио велике искораке, квалификовавши се за ново проширено Европско првенство УЕФА за жене 2017, означавајући први наступ тима на великом турниру. Упркос томе што је на крају завршио на последњем месту у својој групи, тим је показао респектабилан учинак, остваривши победу у свом другом мечу против репрезентације Шкотске која је била фаворизована да их победи, и изгубивши од Енглеске са само један разлике.
Након што је завршио на далеком трећем месту у својој квалификационој групи за Светско првенство у фудбалу 2019. иза Италије и Белгије и није успео да се квалификује, португалски тим се радовао покушају да понови своје четири године раније квалификацијама за УЕФА женско Европско првенство 2022. на крају су то учинили под сасвим необичним околностима. После јаке кампање у групној фази у којој је Португал победио у свим утакмицама осим у две утакмице против победника групе Финске, укључујући и победу над најповољнијим првим носиоцем Шкотском и код куће и у гостима, тим је стигао до плеј-офа фазе где су играли нерешено против Русије. Тим се мучно приближио пошто су за длаку изгубили прву утакмицу у Португалу са 0 : 1 пре него што су успели да ремију без голова у реваншу у Русији. Као резултат тога, Русија се првобитно квалификовала за Евро, али због руске инвазије на Украјину 2022. године, ФИФА је забранила свим руским репрезентативним тимовима да учествују у такмичењу, што је Португалу дало одгоду пошто су заузели место Русије у Групи Ц женског Еура. Португалија се налази у групи Ц са Шведском, Холандијом и Швајцарском као противницима. Они су елиминисани у првом колу, завршивши на последњем месту са бодом добијеним захваљујући нерешеном резултату против Швајцарске (2 : 2 након што су изгубили резултатом 0 : 2 и што су укупно доминирали утакмицом), и два пораза од фаворита групе (близак један резултат 2 : 3 против холандских носилаца титуле након што су неко време повратили хендикеп од два гола, а затим много тежи пораз од Шведске 0 : 5).

### Надимак
Женска фудбалска репрезентација Португалије је позната или добила надимак "A Selecção das Quinas".

## Такмичарски рекорд

### Светско првенство за жене
| 1991 | Нису се квалификовале | Нису се квалификовале | Нису се квалификовале | Нису се квалификовале | Нису се квалификовале | Нису се квалификовале | Нису се квалификовале | Нису се квалификовале | УЕФА 1991 | УЕФА 1991 | УЕФА 1991 | УЕФА 1991 | УЕФА 1991 | УЕФА 1991 |
| 1995 | Нису се квалификовале | Нису се квалификовале | Нису се квалификовале | Нису се квалификовале | Нису се квалификовале | Нису се квалификовале | Нису се квалификовале | Нису се квалификовале | УЕФА 1995 | УЕФА 1995 | УЕФА 1995 | УЕФА 1995 | УЕФА 1995 | УЕФА 1995 |
| 1999 | Нису се квалификовале | Нису се квалификовале | Нису се квалификовале | Нису се квалификовале | Нису се квалификовале | Нису се квалификовале | Нису се квалификовале | Нису се квалификовале | 6         | 2         | 0         | 4         | 4         | 15        |
| 2003 | Нису се квалификовале | Нису се квалификовале | Нису се квалификовале | Нису се квалификовале | Нису се квалификовале | Нису се квалификовале | Нису се квалификовале | Нису се квалификовале | 6         | 1         | 1         | 4         | 4         | 26        |
| 2007 | Нису се квалификовале | Нису се квалификовале | Нису се квалификовале | Нису се квалификовале | Нису се квалификовале | Нису се квалификовале | Нису се квалификовале | Нису се квалификовале | 8         | 0         | 0         | 8         | 4         | 31        |
| 2011 | Нису се квалификовале | Нису се квалификовале | Нису се квалификовале | Нису се квалификовале | Нису се квалификовале | Нису се квалификовале | Нису се квалификовале | Нису се квалификовале | 8         | 4         | 0         | 4         | 17        | 10        |
| 2015 | Нису се квалификовале | Нису се квалификовале | Нису се квалификовале | Нису се квалификовале | Нису се квалификовале | Нису се квалификовале | Нису се квалификовале | Нису се квалификовале | 10        | 4         | 0         | 6         | 19        | 21        |
| 2019 | Нису се квалификовале | Нису се квалификовале | Нису се квалификовале | Нису се квалификовале | Нису се квалификовале | Нису се квалификовале | Нису се квалификовале | Нису се квалификовале | 8         | 3         | 2         | 3         | 22        | 8         |
| 2023 | У току                | У току                | У току                | У току                | У току                | У току                | У току                | У току                | У току    | У току    | У току    | У току    | У току    | У току    |

*Означава нерешене утакмице које укључују нокаут мечеве одлучене са пеналима.

### Европско првенство у фудбалу за жене
| Европско првенство у фудбалу за жене − резултати | Европско првенство у фудбалу за жене − резултати | Европско првенство у фудбалу за жене − резултати | Европско првенство у фудбалу за жене − резултати | Европско првенство у фудбалу за жене − резултати | Европско првенство у фудбалу за жене − резултати | Европско првенство у фудбалу за жене − резултати | Европско првенство у фудбалу за жене − резултати | Европско првенство у фудбалу за жене − резултати |                  | Квалификациони резултати | Квалификациони резултати | Квалификациони резултати | Квалификациони резултати | Квалификациони резултати | Квалификациони резултати |
| Година                                           | Коло                                             | Позиција                                         | Ута                                              | Поб                                              | Нер*                                             | Изг                                              | ГД                                               | ГП                                               | Ута              | Поб                      | Нер                      | Изг                      | ГД                       | ГП                       |                          |
| ------------------------------------------------ | ------------------------------------------------ | ------------------------------------------------ | ------------------------------------------------ | ------------------------------------------------ | ------------------------------------------------ | ------------------------------------------------ | ------------------------------------------------ | ------------------------------------------------ | ---------------- | ------------------------ | ------------------------ | ------------------------ | ------------------------ | ------------------------ | ------------------------ |
| 1984                                             | Нису се квалификовале                            | Нису се квалификовале                            | Нису се квалификовале                            | Нису се квалификовале                            | Нису се квалификовале                            | Нису се квалификовале                            | Нису се квалификовале                            | Нису се квалификовале                            | 6                | 0                        | 2                        | 4                        | 1                        | 10                       |                          |
| 1987                                             | Нису учествовале                                 | Нису учествовале                                 | Нису учествовале                                 | Нису учествовале                                 | Нису учествовале                                 | Нису учествовале                                 | Нису учествовале                                 | Нису учествовале                                 | Нису учествовале | Нису учествовале         | Нису учествовале         | Нису учествовале         | Нису учествовале         | Нису учествовале         |                          |
| 1989                                             | Нису учествовале                                 | Нису учествовале                                 | Нису учествовале                                 | Нису учествовале                                 | Нису учествовале                                 | Нису учествовале                                 | Нису учествовале                                 | Нису учествовале                                 | Нису учествовале | Нису учествовале         | Нису учествовале         | Нису учествовале         | Нису учествовале         | Нису учествовале         |                          |
| 1991                                             | Нису учествовале                                 | Нису учествовале                                 | Нису учествовале                                 | Нису учествовале                                 | Нису учествовале                                 | Нису учествовале                                 | Нису учествовале                                 | Нису учествовале                                 | Нису учествовале | Нису учествовале         | Нису учествовале         | Нису учествовале         | Нису учествовале         | Нису учествовале         |                          |
| 1993                                             | Нису учествовале                                 | Нису учествовале                                 | Нису учествовале                                 | Нису учествовале                                 | Нису учествовале                                 | Нису учествовале                                 | Нису учествовале                                 | Нису учествовале                                 | Нису учествовале | Нису учествовале         | Нису учествовале         | Нису учествовале         | Нису учествовале         | Нису учествовале         |                          |
| 1995                                             | Нису се квалификовале                            | Нису се квалификовале                            | Нису се квалификовале                            | Нису се квалификовале                            | Нису се квалификовале                            | Нису се квалификовале                            | Нису се квалификовале                            | Нису се квалификовале                            | 6                | 3                        | 0                        | 3                        | 13                       | 11                       |                          |
| 1997                                             | Нису се квалификовале                            | Нису се квалификовале                            | Нису се квалификовале                            | Нису се квалификовале                            | Нису се квалификовале                            | Нису се квалификовале                            | Нису се квалификовале                            | Нису се квалификовале                            | 8                | 2                        | 0                        | 6                        | 5                        | 26                       |                          |
| 2001                                             | Нису се квалификовале                            | Нису се квалификовале                            | Нису се квалификовале                            | Нису се квалификовале                            | Нису се квалификовале                            | Нису се квалификовале                            | Нису се квалификовале                            | Нису се квалификовале                            | 8                | 2                        | 1                        | 5                        | 5                        | 17                       |                          |
| 2005                                             | Нису се квалификовале                            | Нису се квалификовале                            | Нису се квалификовале                            | Нису се квалификовале                            | Нису се квалификовале                            | Нису се квалификовале                            | Нису се квалификовале                            | Нису се квалификовале                            | 8                | 1                        | 0                        | 7                        | 5                        | 42                       |                          |
| 2009                                             | Нису се квалификовале                            | Нису се квалификовале                            | Нису се квалификовале                            | Нису се квалификовале                            | Нису се квалификовале                            | Нису се квалификовале                            | Нису се квалификовале                            | Нису се квалификовале                            | 8                | 0                        | 2                        | 6                        | 4                        | 18                       |                          |
| 2013                                             | Нису се квалификовале                            | Нису се квалификовале                            | Нису се квалификовале                            | Нису се квалификовале                            | Нису се квалификовале                            | Нису се квалификовале                            | Нису се квалификовале                            | Нису се квалификовале                            | 8                | 2                        | 0                        | 6                        | 16                       | 13                       |                          |
| 2017                                             | Групна фаза                                      | 14.                                              | 3                                                | 1                                                | 0                                                | 2                                                | 3                                                | 5                                                | 10               | 4                        | 3                        | 3                        | 16                       | 12                       |                          |
| 2022                                             | Групна фаза[!]                                   | 14.                                              | 3                                                | 0                                                | 1                                                | 2                                                | 4                                                | 10                                               | 10               | 6                        | 2                        | 2                        | 10                       | 3                        |                          |

*Означава нерешене утакмице које укључују нокаут мечеве одлучене са пеналима.
1. ^ Португалија првобитно није успела да се квалификује пошто је изгубила од Русије у плеј-офу, али је Русији забрањено учешће на утакмицама ФИФА и УЕФА Интернатионал након инвазије на Украјину (28. фебруар 2022). Дана 2. маја, Португалија је званично проглашена за замену.

#### Куп Алгарве у фудбалу за жене
Куп Алгарвеа је фудбалски турнир по позиву за женске репрезентације, чији је домаћин Фудбалски савез Португалије (ФПФ). Куп се држава сваке године у региону Алгарве у Португалији и то од 1994. године, један је од најпрестижнијих и најдуговјечнијих међународних фудбалских догађаја за жене и добио је надимак „Мини ФИФА Светско првенство за жене“.
| Куп Алгарве − резултати |                                   |                                   |                                   |                                   |                                   |                                   |                                   |
| Година                  | Резултат                          | Утакмица                          | Победа                            | Нерешено                          | Изгубљене                         | ГД                                | ГП                                |
| 1994                    | 5./6                              | 3                                 | 1                                 | 0                                 | 2                                 | 2                                 | 8                                 |
| 1995                    | 8./8                              | 4                                 | 0                                 | 0                                 | 4                                 | 1                                 | 14                                |
| 1996                    | 7./8                              | 4                                 | 1                                 | 0                                 | 3                                 | 4                                 | 10                                |
| 1997                    | 8./8                              | 4                                 | 0                                 | 1                                 | 3                                 | 0                                 | 8                                 |
| 1998                    | 8./8                              | 4                                 | 0                                 | 1                                 | 3                                 | 3                                 | 8                                 |
| 1999                    | 7./8                              | 4                                 | 1                                 | 1                                 | 2                                 | 2                                 | 10                                |
| 2000                    | 8./8                              | 4                                 | 0                                 | 0                                 | 4                                 | 1                                 | 17                                |
| 2001                    | 8./8                              | 4                                 | 0                                 | 0                                 | 4                                 | 3                                 | 11                                |
| 2002                    | 11./12                            | 4                                 | 1                                 | 0                                 | 3                                 | 6                                 | 10                                |
| 2003                    | 10./12                            | 4                                 | 1                                 | 2                                 | 1                                 | 5                                 | 5                                 |
| 2004                    | 10./12                            | 4                                 | 2                                 | 0                                 | 2                                 | 7                                 | 4                                 |
| 2005                    | 11./12                            | 4                                 | 1                                 | 0                                 | 3                                 | 5                                 | 9                                 |
| 2006                    | 11./11                            | 2                                 | 0                                 | 0                                 | 2                                 | 0                                 | 7                                 |
| 2007                    | 12./12                            | 4                                 | 0                                 | 2                                 | 2                                 | 2                                 | 7                                 |
| 2008                    | 10./12                            | 4                                 | 2                                 | 1                                 | 1                                 | 6                                 | 5                                 |
| 2009                    | 8./12                             | 4                                 | 3                                 | 1                                 | 0                                 | 6                                 | 3                                 |
| 2010                    | 10./12                            | 4                                 | 2                                 | 1                                 | 1                                 | 7                                 | 4                                 |
| 2011                    | 9./12                             | 4                                 | 2                                 | 2                                 | 0                                 | 6                                 | 3                                 |
| 2012                    | 10./12                            | 4                                 | 2                                 | 0                                 | 2                                 | 6                                 | 3                                 |
| 2013                    | 11./12                            | 4                                 | 1                                 | 1                                 | 2                                 | 3                                 | 6                                 |
| 2014                    | 12./12                            | 4                                 | 1                                 | 0                                 | 3                                 | 5                                 | 9                                 |
| 2015                    | 11./12                            | 4                                 | 0                                 | 2                                 | 2                                 | 5                                 | 9                                 |
| 2016                    | 8./8                              | 4                                 | 0                                 | 0                                 | 4                                 | 2                                 | 8                                 |
| 2017                    | 12./12                            | 4                                 | 0                                 | 1                                 | 3                                 | 0                                 | 9                                 |
| 2018                    | 3./12                             | 4                                 | 3                                 | 1                                 | 0                                 | 6                                 | 2                                 |
| 2019                    | 12./12                            | 3                                 | 1                                 | 0                                 | 2                                 | 4                                 | 8                                 |
| 2020                    | 8./8                              | 3                                 | 0                                 | 0                                 | 3                                 | 1                                 | 5                                 |
| 2021                    | Отказано због пандемије ковида 19 | Отказано због пандемије ковида 19 | Отказано због пандемије ковида 19 | Отказано због пандемије ковида 19 | Отказано због пандемије ковида 19 | Отказано због пандемије ковида 19 | Отказано због пандемије ковида 19 |
| 2022                    | 4./5                              | 3                                 | 1                                 | 0                                 | 2                                 | 2                                 | 6                                 |
| Укупно                  | –                                 | 106                               | 26                                | 18                                | 52                                | 97                                | 204                               |